# Sopmaja

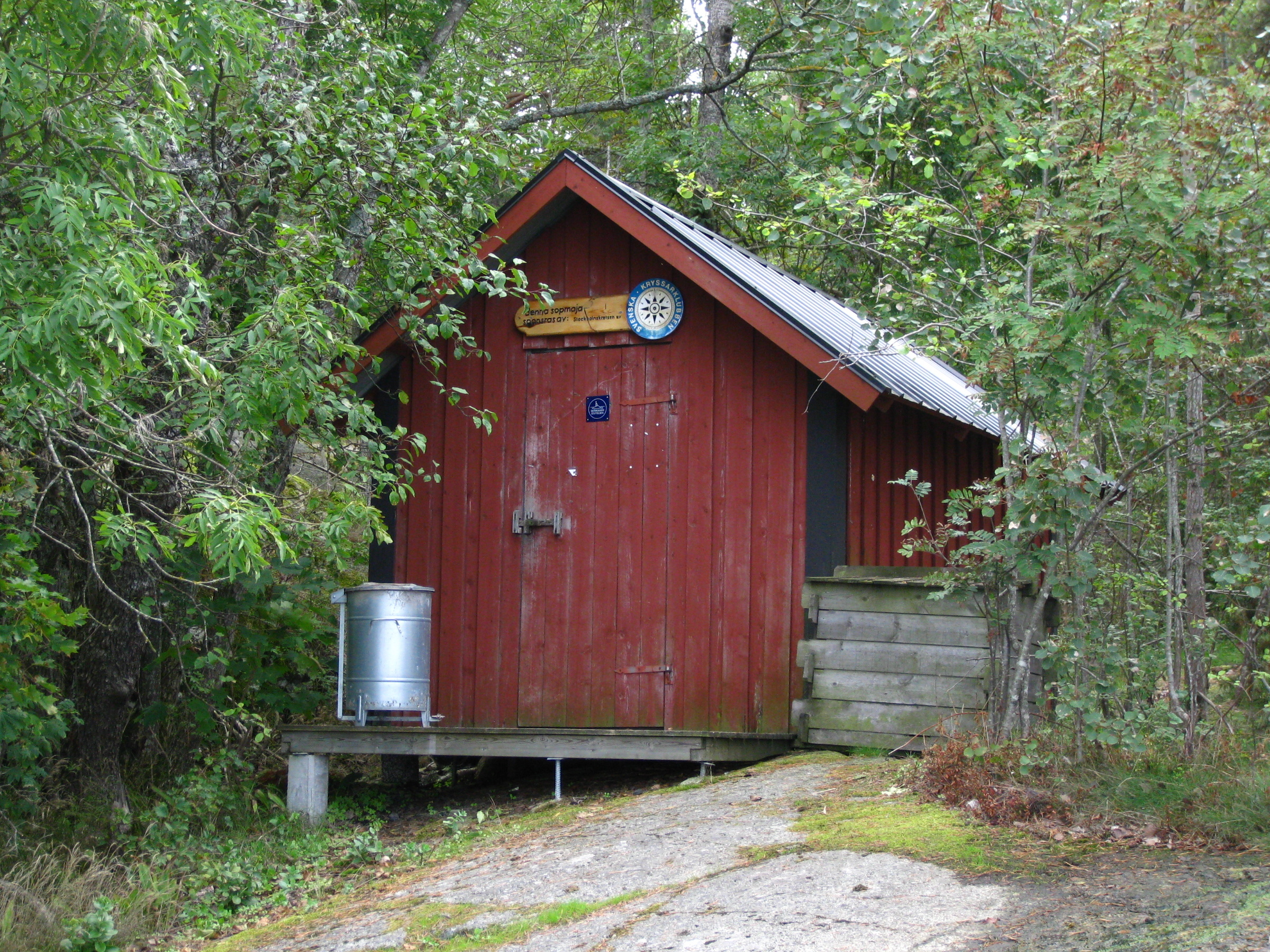
Skärgårdsstiftelsens sopmaja på Träskö-Storö i Stockholms skärgård.

Sopmaja eller skärgårdsmaja är en anläggning med soptunnor och toalett som är avsedd att underlätta och stimulera turism och friluftsliv i naturen. Sopmajor tillhandahålls bland annat av Skärgårdsstiftelsen i Stockholms skärgård och av Västkuststiftelsen utefter Bohuskusten.